# Duna Bizottság
A Duna Bizottság nemzetközi szervezet, amelynek a célja a dunai hajózási együttműködés elősegítése. Székhelye Budapesten van, hivatalos nyelvei a német, francia és orosz.

## Tagországok
Ausztria  Bulgária  Horvátország  Magyarország  Moldova  Németország  Oroszország  Románia  Szerbia  Szlovákia  Ukrajna
A tagországok vállalják, hogy a Duna országukban elhelyezkedő szakaszát hajózható állapotban tartják folyami és a megfelelő szakaszokon tengeri hajók számára; elvégzik a szükséges karbantartási munkákat és fejlesztéseket a hajózási feltételek biztosítása érdekében és nem akadályozzák a Duna hajózásra alkalmas csatornáin a hajózást. 

## Megfigyelő országok
Csehország  Hollandia  Franciaország  Törökország  Grúzia  Észak-Macedónia  Montenegró

## Története
Az első Duna Bizottság 1856. március 30-án alakult meg, a krími háborút lezáró párizsi békeszerződés megkötése során. Ez a békeszerződés kimondta a Dunán való szabad hajózás elvét. 
A jelenlegi bizottság megalakulását az 1948. augusztus 18-án megkötött belgrádi hajózási egyezmény írta elő. A belgrádi egyezmény a második világháború utáni új geopolitikai helyzetnek megfelelően szabályozta a Duna jogi helyzetét. A parti országok által aláírt egyezmény kimondta a szabad hajózás elvének alkalmazását a Dunán. Megfogalmazta, hogy a kabotázs (cabotage) forgalmat minden ország magának tarthatja fenn, és azt is, hogy minden ország köteles a területéhez tartozó folyószakasz vízi útját karbantartani, valamint a vám- és egészségügyi ellenőrzési és folyamrendészeti feladatokat ellátni. Az egyezmény felülvizsgálata 1993-ban kezdődött el. 
1994-ben Szófiában aláírták a Duna védelméről és fenntartható használatára irányuló együttműködésről szóló egyezményt. Az egyezmény bevezetőjében az aláíró 13 ország aggodalmát fejezte ki „a dunai államok környezetét, gazdaságát és jólétét hosszabb vagy rövidebb távon érő kedvezőtlen hatások előfordulása és fenyegetései miatt, amelyek a Duna-medence vízfolyásai állapotának változásaiból származnak”. 1998-ban a szerződő államok megállapodása értelmében a Duna Bizottsághoz nem-partmenti államok is csatlakozhatnak.
A bizottság a dunai hajózással kapcsolatos ügyekért felelős, ellenőrzi a környezetszennyezést, a biztonságot és a vízi járművek lajstromozását.